# Opstand in Mesopotamië
De Opstand in Mesopotamië was een opstand in 1906 van Mesopotamische stammen in het Ottomaanse rijk. De aanleiding was de weigering van de Ottomaanse regering om een wapenstilstand van 10 dagen toe te staan om verliezen in de expeditie naar Jemen (1905) te onderzoeken. De stammen blokkeerden de scheepvaart op de Tigris. 